# Osiel Cárdenas Guillén
Osiel Cárdenas Guillén (Heroica Matamoros, 18 de maio de 1967) é um traficante de drogas mexicano, ex-líder do Cartel do Golfo. Ele é irmão de Antonio Cárdenas Guillén.